# Едем (роман)
Едем (на полски: Eden) е научнофантастичен роман от 1959 г. на известния полски писател Станислав Лем. В България е издаден за пръв път през 1981 г.

## Сюжет
Внимание:  Текстът по-долу разкрива сюжета на произведението (или части от него)!
Астрономите са открили планета, чиито характеристики са сходни с тези на Земята. Хранейки надежди, че на нея има живот, те я наричат „Едем“ („Рай“). Към планетата се отправя ракета с научноизследователски екип. Авторът не ни представя членовете на екипажа с имената им, а чрез техните професии: Докторът, Химикът, Физикът, Инженерът и Координаторът. Поради грешка в изчисленията, ракетата се врязва под остър ъгъл в атмосферата, което причинява катастрофа. При все че не е фатална, злополуката нанася тежки повреди на апарата и оборудването му. След като оценяват щетите и спасяват това което е възможно, изследователите се заемат с проучване на околността. Наличието на годна за дишане атмосфера и на гравитация, близка до земната, карат учените да мислят, че планетата напълно оправдава името си. Пътят им през пустинята, осеяна с гигантски паякообразни растения (животни?), ги отвежда до съоръжение, което със сигурност е дело на разумни същества.

## За книгата
„Едем“ съдържа едновременно увлекателен приключенски сюжет и философски размисли, отличаващи творчеството на Станислав Лем от масовата научнофантастична литература. Характерната за Лем тема за невъзможността на контакт с разум от извънземен произход е поставена и тук. Опитите да се заличат следите от генетичен експеримент, довел до хаос в едно общество, тиранията, дезинформацията, концентрационните лагери и масовите гробове напомнят както за антиутопичния свят на Джордж Оруел, така и за ужасите на Втората световна война, чийто съвременник е писателят.
Критичният Станислав Лем нарича „Едем“ „доста неуспешна книга“ от литературна гледна точка. Той смята, че персонажите са представени твърде схематично. Все пак, авторът я поставя над средното ниво на жанра.